# Roßlau (Elbe) (stacja kolejowa)
Roßlau (Elbe) (niem: Bahnhof Roßlau (Elbe)) – stacja kolejowa w Dessau-Roßlau, w dzielnicy Roßlau (Elbe), w kraju związkowym Saksonia-Anhalt, w Niemczech.
Według klasyfikacji Deutsche Bahn stacja posiada kategorią 4.

## Opis
Budynek dworca znajduje się po wschodniej stronie torów. Tor 1 znajduje się przy głównym peronie przy budynku dworca. Tor 2 i 3 położone są przy peronie wyspowym. Oba perony połączone są ze sobą przejściem podziemnym.
Jest stacją węzłową na liniach Trebnitz – Lipsk, Węgliniec – Roßlau i Wiesenburg – Roßlau. Linie te krzyżują się na północ od stacji w formie trójkąta, tak że możliwa jest zmiana linii kolejowej bez konieczności zmiany czoła pociągu.
Bezpośrednio na południe od stacji Roßlau znajduje się most kolejowy nad Łabą.

## Połączenia
Stacja Roßlau (Elbe) zapewnia dostęp w kierunku północnego wschodu, do stolicy Niemiec, Berlina, na północny zachód do Magdeburga, na wschód i na południe przez Wittenbergę oraz na południe do Dessau, Halle (Saale) i Lipska. Jest ona obsługiwana wyłącznie przez pociągi Regional-Express i Regionalbahnen.
Od strony ulicy przy stacji znajduje się przystanek autobusowy, postój taksówek i parkingi P & R.
W 2014 stacja została zmodernizowana, co przyczyniło się do zmiany infrastruktury stacji. Peron wyspowy został zastąpiony nowym peronem krawędziowym.
| Linia     | Trasa | Takt (min)              | Przewoźnik kolejowy |
| --------- | --- | ----------------------- | ------------------- |
| RE 7 (BB) | Dessau – Roßlau – Bad Belzig – Berlin – Berlin-Schönefeld Flughafen – Zossen – Wünsdorf-Waldstadt Der RE 7 z powodu robót na trasie Zossen - Wünsdorf-Waldstadt do grudnia 2015 kursuje tylko między Dessau i Zossen. | 060 (Mo–Fr) 120 (Sa–So) | DB Regio Nordost    |
| RE 13     | Magdeburg – Biederitz – Zerbst – Roßlau – Dessau – Bitterfeld – Delitzsch – Leipzig | 120                     | DB Regio Südost     |
| RE 14     | Magdeburg – Biederitz – Zerbst – Roßlau – Dessau – Roßlau – Lutherstadt Wittenberg | –                       | DB Regio Südost     |
| RB 42     | Magdeburg – Biederitz – Zerbst – Roßlau – Dessau | 120                     | DB Regio Südost     |
| RB 51     | Dessau – Roßlau – Coswig – Lutherstadt Wittenberg – Annaburg – Falkenberg (Elster) | 060                     | DB Regio Südost     |

## Linie kolejowe
- Trebnitz – Lipsk
- Węgliniec – Roßlau
- Wiesenburg – Roßlau